# Mistrzostwa NCAA Division I w Zapasach w 2011
Mistrzostwa NCAA Division I w zapasach rozgrywane były w Filadelfii w dniach 17–19 marca 2011. Zawody odbyły się na terenie Wells Fargo Center.
Punkty zdobyły 64 drużyny.
- Outstanding Wrestler – Anthony Robles

## Wyniki

### Drużynowo
| Kolejność | Szkoła                        | Zespół         |
| --------- | ----------------------------- | -------------- |
| 1.        | Pennsylvania State University | Nittany Lions  |
| 2         | Cornell University            | Big Red        |
| 3.        | University of Iowa            | Hawkeyes       |
| 4.        | Oklahoma State University     | Cowboys        |
| 5.        | American University           | Eagles         |
| 6.        | Arizona State University      | Sun Devils     |
| 7.        | University of Minnesota       | Golden Gophers |
| 8.        | Lehigh University             | Mountain Hawks |

### All American

#### 125 lb
| Lp. | Zawodnik         | Szkoła            |
| --- | ---------------- | ----------------- |
| 1.  | Anthony Robles   | Arizona State     |
| 2   | Matt McDonough   | Iowa              |
| 3.  | Brandon Precin   | Northwestern      |
| 4.  | Ben Kjar         | Utah Valley State |
| 5.  | Zachary Sandres  | Minnesota         |
| 6.  | Ryan Mango       | Stanford          |
| 7.  | Jarrod Patterson | Oklahoma          |
| 8.  | James Nicholson  | Old Dominion      |

#### 133 lb
| Lp. | Zawodnik            | Szkoła           |
| --- | ------------------- | ---------------- |
| 1.  | Jordan Oliver       | Oklahoma State   |
| 2   | Andrew Hochstrasser | Boise State      |
| 3.  | Andrew Long         | Penn State       |
| 4.  | Scott Sentes        | Central Michigan |
| 5.  | Tyler Graff         | Wisconsin        |
| 6.  | Mike Grey           | Cornell          |
| 7.  | Lou Ruggirello      | Hofstra          |
| 8.  | Bernard Futrell     | Illinois         |

#### 141 lb
| Lp. | Zawodnik           | Szkoła                |
| --- | ------------------ | --------------------- |
| 1.  | Kellan Russell     | Michigan              |
| 2   | Borisław Nowaczkow | California Poly-State |
| 3.  | Mike Thorn         | Minnesota             |
| 4.  | Montell Marion     | Iowa                  |
| 5.  | James Kennedy      | Illinois              |
| 6.  | Todd Schavrien     | Missouri              |
| 7.  | Zack Bailey        | Oklahoma              |
| 8.  | Zack Kemmerer      | Pennsylvania          |

#### 149 lb
| Lp. | Zawodnik             | Szkoła         |
| --- | -------------------- | -------------- |
| 1.  | Kyle Dake            | Cornell        |
| 2   | Frank Molinaro       | Penn State     |
| 3.  | Jason Chamberlain    | Boise State    |
| 4.  | Sandżaagijn Ganbajar | American       |
| 5.  | Jamal Parks          | Oklahoma State |
| 6.  | Andrew Nadhir        | Northwestern   |
| 7.  | Kevin LeValley       | Bucknell       |
| 8.  | Derek Valenti        | Virginia       |

#### 157 lb
| Lp. | Zawodnik         | Szkoła        |
| --- | ---------------- | ------------- |
| 1.  | Bubba Jenkins    | Arizona State |
| 2   | David Taylor     | Penn State    |
| 3.  | Steven Fittery   | American      |
| 4.  | Derek St.John    | Iowa          |
| 5.  | Adam Hall        | Boise State   |
| 6.  | Jason Welch      | Northwestern  |
| 7.  | Bryce Saddoris   | Navy          |
| 8.  | Walter Peppelman | Harvard       |

#### 165 lb
| Lp. | Zawodnik         | Szkoła     |
| --- | ---------------- | ---------- |
| 1.  | Jordan Burroughs | Nebraska   |
| 2   | Tyler Caldwell   | Oklahoma   |
| 3.  | Andrew Howe      | Wisconsin  |
| 4.  | Colt Sponseller  | Ohio State |
| 5.  | Shane Onufer     | Wyoming    |
| 6.  | John Asper       | Maryland   |
| 7.  | Brandon Hatchett | Lehigh     |
| 8.  | Paul Gillespie   | Hofstra    |

#### 174 lb
| Lp. | Zawodnik          | Szkoła           |
| --- | ----------------- | ---------------- |
| 1.  | Jonathan Reader   | Iowa State       |
| 2   | Nick Amuchastegui | Stanford         |
| 3.  | Ed Ruth           | Penn State       |
| 4.  | Mack Lewnes       | Cornell          |
| 5.  | Colby Covington   | Oregon State     |
| 6.  | Chris Henrich     | Virginia         |
| 7.  | Mike Letts        | Maryland         |
| 8.  | Ben Bennett       | Central Michigan |

#### 184 lb
| Lp. | Zawodnik        | Szkoła     |
| --- | --------------- | ---------- |
| 1.  | Quentin Wright  | Penn State |
| 2   | Robert Hamlin   | Lehigh     |
| 3.  | Grant Gambrall  | Iowa       |
| 4.  | Steve Bosak     | Cornell    |
| 5.  | Chris Honeycutt | Edinboro   |
| 6.  | Joe LeBlanc     | Wyoming    |
| 7.  | Travis Rutt     | Wisconsin  |
| 8.  | Kevin Steinhaus | Minnesota  |

#### 197 lb
| Lp. | Zawodnik         | Szkoła         |
| --- | ---------------- | -------------- |
| 1.  | Dustin Kilgore   | Kent State     |
| 2   | Clayton Foster   | Oklahoma State |
| 3.  | Cam Simaz        | Cornell        |
| 4.  | Trevor Brandvold | Wisconsin      |
| 5.  | Luke Lofthouse   | Iowa           |
| 6.  | Zack Giesen      | Stanford       |
| 7.  | Sonny Yohn       | Minnesota      |
| 8.  | Matt Powless     | Indiana        |

#### 285 lb
| Lp. | Zawodnik          | Szkoła           |
| --- | ----------------- | ---------------- |
| 1.  | Zachery Rey       | Lehigh           |
| 2   | Ryan Flores       | American         |
| 3.  | Dominique Bradley | Missouri         |
| 4.  | Jarod Trice       | Central Michigan |
| 5.  | Ricardo Alcala    | Indiana          |
| 6.  | Spencer Myers     | Maryland         |
| 7.  | Anthony Nelson    | Minnesota        |
| 8.  | Levi Cooper       | Arizona State    |